# Koto Mebai
Koto Mebai is een bestuurslaag in het regentschap Kerinci van de provincie Jambi, Indonesië. Koto Mebai telt 383 inwoners (volkstelling 2010).